# Хурі
Хурі́ — село в Лакському районі Дагестану (Росія). Знаходиться за 1,5 км від райцентру, біля підніжжі гори Вацілу на висоті 1400—1450 м. Центр Хурінського сільського поселення.
Хурі одне з найдавніших поселень Лакії. На надмогильному камені біля зіярату «Мусал-Ката» арабською мовою написано: «Тут похований Магомед син Буддая 867 рік хіджри» (1462 рік). На каменях хурінської мечеті написано: «Ця мечеть збудована майстром Магомедом 1572—1573 роки н. е.», на іншому камені написано: «Мечеть збудована силами народу майстрами Магомедом та Ахмедом 1145 рік хіджри» (1732—1733), за словами вчених тоді мечеть скоріш за все відновлювали. В 1731 році в Мецці вмер і там похований хурінець Махад (Махмад аль Хурі), відомий архітектор, за проектом якого відновлено мечеть.
Хурі — село майстрів по міді.
1886 року в селі було 115 дворів. В 1914 році мешкало 660 чоловік. Зараз в Хурі 145—150 дворів та близько 500 мешканців.